# Gymnocalycium saglionis
Gymnocalycium saglionis ist eine Pflanzenart in der Gattung Gymnocalycium aus der Familie der Kakteengewächse (Cactaceae). Das Artepitheton saglionis ehrt den französischen Kakteenliebhaber Joseph Saglio.

## Beschreibung
Gymnocalycium saglionis wächst einzeln mit trübgrünen bis blaugrünen, halbkugelförmigen bis kugelförmigen, im Alter auch kurz zylindrischen Trieben und erreicht bei Durchmessern von 20 bis 40 Zentimetern Wuchshöhen von 20 bis 30 Zentimeter (selten bis 80 Zentimeter). Die 15 bis 30 geraden oder spiraligen Rippen sind etwas bis sehr deutlich in gerundete Höcker gegliedert. Die gelblich braunen bis rötlichen bis schwarzen Dornen vergrauen im Alter und sind 3 bis 4 Zentimeter lang. Es sind ein bis drei gerade Mitteldornen sowie zehn bis 15 (selten ab 8) wenig bis stark zum Trieb hingebogene Randdornen vorhanden.
Die sehr kurzröhrigen, urnenförmigen bis breit trichterförmigen, weißen oder zart rosafarbenen Blüten besitzen einen weißen Schlund. Sie erreichen eine Länge von 3 bis 3,5 Zentimeter und einen Durchmesser von 3 bis 4,5 Zentimeter. Die kugelförmigen, 2 bis 4,5 Zentimeter langen Früchte sind bei Reife rot oder orangerot bis grünlich braun und enthalten ein wasserklares bis grünliches Fruchtfleisch.

## Verbreitung, Systematik und Gefährdung
Gymnocalycium saglionis ist im Norden Argentiniens in Höhenlagen von 500 bis 2600 Metern verbreitet.
Die Erstbeschreibung als Echinocactus saglionis erfolgte 1847 durch François Cels. Nathaniel Lord Britton und Joseph Nelson Rose stellten die Art 1922 in die Gattung Gymnocalycium.
In der Roten Liste gefährdeter Arten der IUCN wird die Art als „Least Concern (LC)“, d. h. als nicht gefährdet geführt.

## Nachweise